# IEARN
iEARN (International Education and Resource Network、あいあーん) は、インターネットを介した学童、教育者の協働支援を行う非営利組織。125カ国、30,000以上の学校が参加している。学童向けカリキュラムに加え、教育者向け研修制度を設けている。毎年 iEARN International Conference and Youth Summit を実施。
- 1988年設立。Copen Family Foundation は、モスクワとニューヨーク州の12校ずつの学校を連絡。ロシア科学アカデミーとニューヨーク市教育省（en:New York State Education Department New York State Education Department）の協力を得て、ロシア語・英語で学習活動を行う。

- 1990年、9カ国に拡大。[1]

## 参照
1. ↑  "History", http://www.iearn.org